# Sommer-Universiade 2005
Die Sommer-Universiade 2005, offiziell XXIII. Sommer-Universiade, fand in der türkischen Stadt Izmir statt. Die Spiele begannen am 7. August und endeten am 22. August 2005.
Für die Universiade 2005 hatten sich Kanada, Mexiko, die Türkei und Südkorea beworben. Am 14. Juli 2000 vergab die FISU bei ihrer Vollversammlung in der Volksrepublik China die Wettkämpfe 2005 an Izmir.

## Teilnehmer
Aus 131 Ländern nahmen 7.816 Personen teil, 5.338 Sportlerinnen und Sportler (2.160 w und 3.178 m) sowie 2.478 Offizielle. Es war die bis dato größte Universiade mit fast 1.000 Teilnehmern mehr als 2001 in Daegu. Deutschland war mit einer Delegation von 163 Personen vertreten, darunter 47 Athletinnen und 58 Athleten. Die insgesamt 105 Aktiven wurden von 58 Betreuern unterstützt. In 102 Entscheidungen wurden 17 Medaillen (4 × Gold, 5 × Silber und 8 × Bronze) errungen.

## Medaillenspiegel
| Endergebnis (Top-20) Nach 196 Spielen | Endergebnis (Top-20) Nach 196 Spielen | Endergebnis (Top-20) Nach 196 Spielen | Endergebnis (Top-20) Nach 196 Spielen | Endergebnis (Top-20) Nach 196 Spielen | Endergebnis (Top-20) Nach 196 Spielen |
| Pos                                   | Nation                                | Gold                                  | Silber                                | Bronze                                | Total                                 |
| ------------------------------------- | ------------------------------------- | ------------------------------------- | ------------------------------------- | ------------------------------------- | ------------------------------------- |
| 1                                     | Russland                              | 26                                    | 16                                    | 23                                    | 65                                    |
| 2                                     | VR China                              | 21                                    | 16                                    | 12                                    | 49                                    |
| 3                                     | Japan                                 | 18                                    | 18                                    | 20                                    | 56                                    |
| 4                                     | Ukraine                               | 18                                    | 16                                    | 18                                    | 52                                    |
| 5                                     | Vereinigte Staaten                    | 17                                    | 12                                    | 14                                    | 43                                    |
| 6                                     | Polen                                 | 12                                    | 8                                     | 8                                     | 28                                    |
| 7                                     | Südkorea                              | 11                                    | 14                                    | 9                                     | 34                                    |
| 8                                     | Türkei                                | 10                                    | 11                                    | 6                                     | 27                                    |
| 9                                     | Republik China (Taiwan)               | 6                                     | 2                                     | 4                                     | 12                                    |
| 10                                    | Italien                               | 5                                     | 6                                     | 13                                    | 24                                    |
| 11                                    | Frankreich                            | 5                                     | 3                                     | 7                                     | 15                                    |
| 12                                    | Deutschland                           | 4                                     | 5                                     | 8                                     | 17                                    |
| 13                                    | Brasilien                             | 4                                     | 2                                     | 9                                     | 15                                    |
| 14                                    | Großbritannien                        | 3                                     | 9                                     | 7                                     | 19                                    |
| 15                                    | Belarus                               | 3                                     | 6                                     | 6                                     | 15                                    |
| 16                                    | Kanada                                | 3                                     | 6                                     | 3                                     | 12                                    |
| 17                                    | Estland                               | 3                                     | 1                                     | 2                                     | 6                                     |
| 18                                    | Uganda                                | 3                                     | 0                                     | 0                                     | 3                                     |
| 19                                    | Iran                                  | 2                                     | 6                                     | 4                                     | 12                                    |
| 20                                    | Niederlande                           | 2                                     | 1                                     | 2                                     | 5                                     |

## Sportarten
In 15 Sportarten wurden Wettkämpfe ausgetragen:
Pflichtsportarten
- Basketball
- Fechten
- Fußball
- Kunstturnen
- Leichtathletik
- Rhythmische Sportgymnastik
- Schwimmsport, Resultate
- Wasserspringen
- Tennis
- Volleyball
- Wasserball

Wahlsportarten
- Bogenschießen
- Ringen
- Segeln
- Taekwondo